# 博阿-梅里亚-里尼亚
博阿-梅里亚-里尼亚（法語：Bohas-Meyriat-Rignat，法語發音：[bɔa meʁja ʁiɲa]）法国安省的一个市镇，位于该省中部，属于布雷斯地区布尔格区。该市镇于1974年1月1日由原市镇博阿（Bohas）、梅里亚（Meyriat）和里尼亚（Rignat）合并而成。

## 地理
博阿-梅里亚-里尼亚（46°8'13"N, 5°23'28"E）面积23.51 平方千米，位于法国奥弗涅-罗讷-阿尔卑斯大区安省，该省份为法国东部省份，北起汝拉省，西北接索恩-卢瓦尔省，西接罗讷省和里昂大都会，南至伊泽尔省，东与萨瓦省、上萨瓦省和瑞士接壤。
与博阿-梅里亚-里尼亚接壤的市镇（或旧市镇、城区）包括：欧特库尔-罗马内什、茹尔南、安河畔讷维尔、蓬桑、拉马斯、勒沃纳、圣马丹迪蒙、维勒勒韦叙尔。
博阿-梅里亚-里尼亚的时区为UTC+01:00、UTC+02:00（夏令时）。

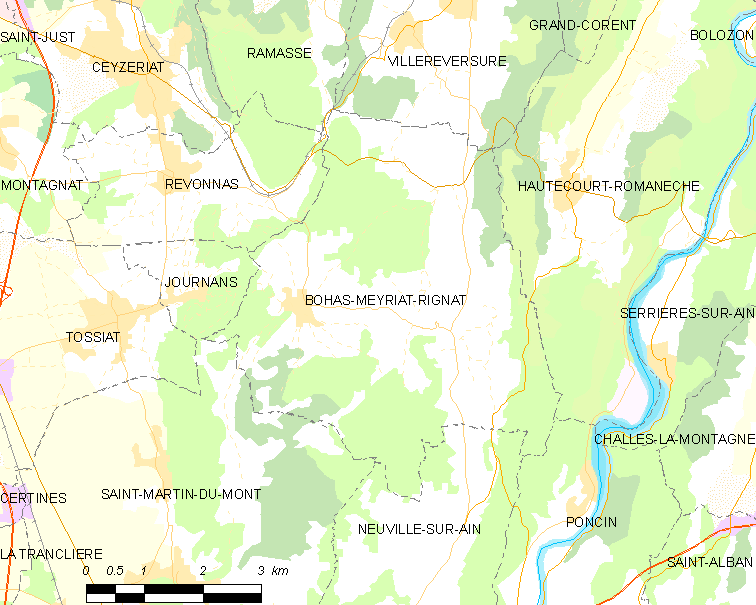
博阿-梅里亚-里尼亚的OSM定位图

## 行政
博阿-梅里亚-里尼亚的邮政编码为01250，INSEE市镇编码为01245。

## 政治
博阿-梅里亚-里尼亚所属的省级选区为圣艾蒂安迪布瓦县。

## 人口

1962-2008年间博阿-梅里亚-里尼亚人口变化图示

博阿-梅里亚-里尼亚于2022年1月1日时的人口数量为951人。